# 正長岩
正长岩是一种中性的火成岩，属于深成岩，主要成分为二氧化硅，约占60%，与安山岩类似，但含碱量较高，含有约4%的氧化钠和5%的氧化钾，石英含量低于5%，如果石英含量高于5%则称为石英正长岩。
正长岩为浅灰色或玫瑰色，等粒或斑状结构，主要又长石组成，包括正长石、微斜长石、条纹长石等，也含有一些矿物，如黑云母、铁以及一些稀有元素。正长岩是一种建筑石材。